# Hieracium vestipes
Hieracium vestipes là một loài thực vật có hoa trong họ Cúc. Loài này được Schljakov mô tả khoa học đầu tiên.